# Red River of the North
Red River (fransk: Rivière rouge eller  Rivière Rouge du Nord, Red River of the North) er en flod der løber i det nordlige USA og i Canada. Den er 877 km lang og løber ud i Lake Winnipeg; de 635 km er i USA og 255 km i Canada. Floden har et fald på 70 m. 
I USA danner floden en del af grænsen mellem staterne Minnesota og North Dakota før den løber ind i Manitoba i Canada. Navnet Red River of the North bruges for at adskille den fra Red River i det sydlige USA. Red Rivers totale afvandingsområde er på 287.500 km². Øverst kaldes den også Sheyenne River, og dominerer hele det østlige North Dakota.
Oversvømmelserne i Nord-Dakota 2009 var forårsaget af snesmeltning, så Red River steg til sit højeste niveau i 112 år. Byen Fargo blev hårdest ramt af oversvømmelsen. Det antages at 30.000 mennesker blev hjemløse.